# 小天使事件
小天使事件（日语：プチエンジェル事件）是日本東京赤坂的4名小學六年級女孩遭到綁架及監禁的事件。最終由罪犯者自殺身亡、四名兒童在身上無傷狀況脫困結案，但事後此案件留下了諸多疑點無法證實而受到關注。
「小天使」是本案罪犯者經營管理兒童賣淫援交俱樂部的名稱。

## 案件經過
犯罪者吉里弘太郎經營著非法小型援交俱樂部「小天使」。他聘請高中女生作為宣傳員，在澀谷和新宿分發印有「卡拉OK 5000日元，內衣情趣表演1萬日元，裸體攝影1萬日元」等服務項目的傳單，以年輕女孩來吸引男性顧客，並且結合銷售不雅影片獲取高額的利潤。此外，此人具有前科，過去曾在緩刑期被指控組織性交易罪被抓捕。
- 2003年7月初，在吉里手下工作的女高中生在澀谷招募4名女孩請她們在兩週內於放學後協助打掃公寓來賺取打工費，4名女孩當時收到匯款和「感謝您的參與」的訊息。
- 11日，吉里出售了他的两辆法拉利。然后一个人在赤坂的一座公寓中租下了房间。房间号是公寓顶层11楼的2 LDK，费用由他一人支付。
- 第二天，吉里在东京的一家大型零售店处购买了帐篷和手铐以及蜂窝煤和炭盆。
- 13日，吉里邀请四名女孩以10000日元价格打扫房间，他们在涩谷站前碰面，然后一同乘坐出租车前往赤坂公寓。当4个女孩开始在公寓里打扫卫生时，吉里突然对着这4名女孩说“你们不知道来这里不是让你们打扫卫生的”。随后，她们被蒙住眼睛并带上了手铐和锁链。四名女孩试图逃跑，但由于受到吉里的威胁，没能成功。在同一天的晚些时候，受害女孩家属报警。
- 之后，当时的媒体刊登了寻找4名女孩的信息。
- 16日上午，东京都警察局调查吉里时判定吉里因涉嫌在2002年3月组织初中二年级女孩卖淫而被控有罪，随后警方发布了逮捕令。调查员开始在吉里家的地址附近展开调查。同一天上午9点左右，吉里进入绑架女孩公寓的客厅中放置的帐篷，试图在帐篷中使用炭盆烧炭自杀。
- 17日，由于没有听到任何声响，公寓中其中一名女孩脱下手铐，逃脱出去向附近的花店寻求帮助。花店老板报警后，冲进去的警察解救了四个女孩并证实了吉里的死亡。事件发生后，同一天的听证会在涩谷举行。

随后调查此案的警方从吉里租来的埼玉县久基的公寓中查获了1000多个录像带和一个2000人的客户名单册。然而，此时调查突然中止，警方宣称客户名单显示许多人用的是假名。最终，警方没有采取一系列逮捕之类的动作，案件被草草解决，对背后吉里俱乐部参与的种种指控也被撤消。

## 案件疑点及相关都市传说
由于没有留下遗书，犯案者的动机无法究明。由于案件中存在很多疑点，在民众中形成了都市传说，但真伪不明。
- 警方得到吉里公寓里的客户名册后立即终止调查这个案件，关于名册上的人物，警方解释为大多为虚假人名，调查了也无用。并且自从找到名册以后，媒体不再报道这起事件。
- 吉里选择在塑膠布材质的帐篷内的自杀方法应该是为了增加了密闭空间里的一氧化碳浓度。但是在塑膠布内点燃炭盆会释放大量的热，会将塑膠布融化。那么一氧化碳会在房间内弥漫，而一氧化碳的浓度也会变低。从这一点来看，“自杀是不可能的”。案件曝光后，当时有媒体这样评论。
- 四名小女生虽然被绑架但完全没有受到任何伤害，甚至有目击者称看到有小女生去商店买东西，还去ATM机上取钱。
- 案发前两天，吉里卖掉了自己的两台法拉利，一般情况下，想自杀的人应该是不会卖掉自己的车的，除非是为了筹集资金或者变现。
- 在整个案件中出现的角色众多，比如说吉里手下负责招募四名女孩的女高中生，和他一起绑架四名小女生的山崎，但是警方一口咬定这次案件是吉里一人所为，并没有追究其他人的责任，然后赶紧结案。
- 在这件事情已经过了两个月之后，一名在不断的探查这个事情真相的记者，最后被人发现浮尸在东京湾上。并且这个记者的家里有人闯入翻动的痕迹，家中跟事件相关的电脑，相机，材料全部都被盗窃。
- 犯罪嫌疑人吉里的父亲之前是一间警察署的高级警司，后来转职到朝日新闻当了一个部长[5]。在他的家里有一个非常诡异的状况。那就是他们一家人全部死于自杀。他的父亲在1996年自杀身亡；他的哥哥在1999年自杀身亡；他的母亲在2001年自杀未遂；他本人则在2003年自杀身亡；所以有相关推测声称，吉里是因为家庭的原因，一直以来想感受死亡的味道，于是才自杀身亡。但真相不得而知。
- 警方在获得名册后的迅速结案，引发人们怀疑。或许名册上包含具有极大影响力的社会名流或者是日本皇室的名字，为避免曝光后影响过大而动摇了整个日本社会，被警方隐瞒真相。

## 资料来源
1. 1 2  . Sponichi Annex. 2003-07-19  [2015-05-17]. （原始内容存档于2005年1月6日）.
2. ↑  .   [2020-02-20]. （原始内容存档于2020-11-27）.
3. ↑  聯合新聞網. . 聯合新聞網. 20200802T100427Z  [2021-03-07]. （原始内容存档于2020-09-17） （中文（臺灣））.
4. ↑  芝芝妹妹. . 香港01. 2020-03-26  [2021-03-07]. （原始内容存档于2021-08-06） （中文（香港））.
5. ↑  .  . . 2006年.